# فرودگاه لینی شابولینگ
فرودگاه لینی شابولینگ (به انگلیسی: Linyi Shubuling Airport) یک فرودگاه همگانی با کد یاتا LYI است که یک باند فرود سنگفرش دارد و طول باند آن ۲۳۰۰ متر است. این فرودگاه در کشور چین قرار دارد .